# Esponja perineal
L'esponja perineal és un coixí esponjós de teixit i vasos sanguinis que es troba a la zona genital inferior de les dones. Es troba entre l'obertura vaginal i el recte i és intern al perineu i al cos perineal.

## Funcions
L'esponja perineal està formada per teixit erèctil; durant l'excitació, s'infla amb la sang que comprimeix el terç exterior de la vagina juntament amb els bulbs vestibulars i l'esponja uretral, creant així un ajustament més ajustat i una estimulació addicional per al penis.

## Estimulació sexual
L'esponja perineal és un teixit erògen que abasta un gran nombre de terminacions nervioses i, per tant, es pot estimular a través de la paret posterior de la vagina o la paret superior del recte. S'estimula manualment de manera més eficaç introduint el dit polze i índex d'una mà a la vagina i el recte simultàniament i masturbar la zona pessigant-la i fent-la rodar suaument entre les puntes dels dits. Aquesta àrea de vegades s'anomena PS-spot (punt d'esponja perineal) i estimular-la podria conduir a l'orgasme.